# Еймос Мілберн
Е́ймос Мі́лберн (англ. Amos Milburn), справжнє ім'я Джо́зеф Е́ймос Мі́лберн-молодший (англ. Joseph Amos Milburn, Jr.; 1 квітня 1927, Х'юстон, Техас — 8 липня 1991, там само) — американський ритм-енд-блюзовий співак і піаніст.

## Біографія
Народився 1 квітня 1927 року в Х'юстоні, штат Техас. Кар'єру починав у своєму рідному Х'юстоні і продовжив її на Західному узбережжі, після того як звільнився зі служби з Військово-морських сил США, яку проходив на Філіппінах під час Другої світової війни. Спочатку виступав у х'юстонських клубах і спеціалізувався на стилях бугі-вугі («Amos Boogie», «Alladin Boogie»), баррелхаус, а іноді на повільному блюзі.
У віці 19 років записав класичне бугі Дона Рея «Down the Road a Piece» (1947), пізніше записував кавер-версії Чака Беррі, а також Rolling Stones і Manfred Mann. У 1948 році його пісня «Chicken-Shack Boogie» (записана на Aladdin Records) посіла 1-е місце в ритм-енд-блюзовому чарті журналу «Billboard» і була продана мільйонним тиражем. Пісня була створена під впливом Луї Джордана, є одним з небагатьох хітів Мілберна, написаних ним самим; у її написанні йому  також допомагала агент з пошуку талантів Лола Енн Коллум.
Зазнав впливу таких піаністів, як Піт Джонсон, Альберт Еммонс та Мід «Люкс» Льюїс, але також і Айворі Джо Гантера та свого друга Чарльза Брауна (який також записувався на Alladin). Написав декілька повільних блюзів, зокрема «Operation Blues», «Cinch Blues», «Money Hustlin' Women», «Sad and Blue» та «Mean Women». У 1949 році записав версію «Drifting Blues» Брауна. Після багатьох успішних платівок на 78 об/хв, у 1952 році випустив свій перший 10-дюймовий альбом Party After Hours.
З 1949 пл 1955 роки з своїм гуртом Aladdin Chickenshackers записав низку пісень, які часто пов'язані з темою алкоголю: «Bad, Bad, Whiskey» (1-е місце в ритм-енд-блюзовому чарті в 1950 році), «Thinking and Drinking» (8-е місце в чарті у 1952), «Let Me Go Home Whiskey» (3-є місце в 1953), «Good Good Whiskey» (яка посіла 5-е місце в ритм-енд-блюзовому чарті в 1954), «Milk and Water» (1954) та «Vicious, Vicious Vodka» (1954). Коли у 1957 році випустив «Rum and Coca Cola», страждав від алкоголізму. Його кар'єра пішла різко на спад.
У 1953 році записав свою найбільш відому пісню «One Scotch, One Bourbon, One Beer», написану Руді Тумсом. Пізніше пісню перезаписали Джон Лі Гукер, Альфред Браун (записавши версію в стилі ска наприкінці 1960-х) та Джордж Торогуд. З 1963 року працював на лейблах Motown Records, King та United Artists, однак через проблеми зі здоров'ям був вимушений сісти на інвалідний візок на початку 1970-х. Продовжував записуватися до 1979 року, коли його ліву ногу було ампутовано.
Помер 3 січня 1980 року в Х'юстоні у віці 52 років. Похований на Національному кладовищі в Х'юстоні.

## Дискографія

### Альбоми
- Million Sellers (Imperial, 1962)
- The Return of the Blues Boss (Motown, 1963)

### Сингли
- «It Took A Long, Long Time»/«Chicken-Shack Boogie» (Aladdin, 1948)
- «Real Pretty Mama Blues»/«Drifting Blues» (Aladdin, 1949)
- «Tears, Tears, Tears»/«Let's Rock a While» (Aladdin, 1950)
- «Bad, Bad, Whiskey»/«I'm Going to Tell My Mama» (Aladdin, 1950)
- «One Scotch, One Bourbon, One Beer»/«What Can I Do?» (Aladdin, 1953)
- «I Want to Go Home»/«Educated Fool» (Ace, 1959) з Чарльзом Брауном
- «My Sweet Baby's Love»/«Heartaches That Make You Cry» (King, 1961)